# Chrysops ifasi
Chrysops ifasi är en tvåvingeart som beskrevs av David Fairchild 1978. Chrysops ifasi ingår i släktet Chrysops och familjen bromsar. Inga underarter finns listade i Catalogue of Life.